# 스스키노

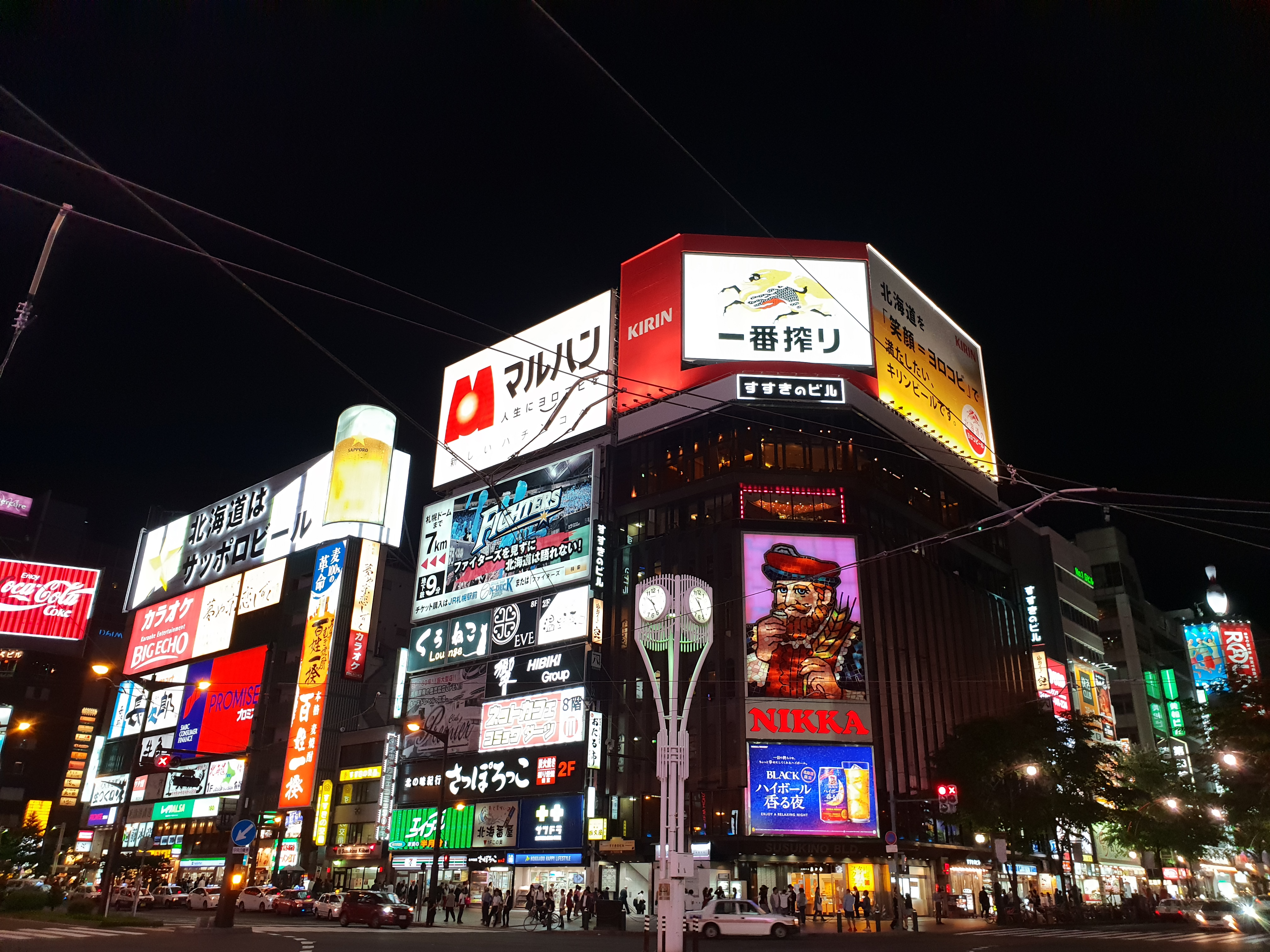
스스키노 전경

스스키노(일본어: 薄野)는 일본 홋카이도 삿포로시 주오구에 있는 번화가이다. 그래서 일본의 국내외 관광객들이 가장 많이 찾는 관광지로 알려져 올 정도이기도 하다. 그래서 도쿄로 치면 니혼바시와 비슷한 거리로 대칭한다.

## 경계
스스키노는 공식적인 행정구역은 아니다. 경계가 불확실하지만 스스키노 역 주변을 주로 스스키노로 부른다. 스스키노 관광 협회는 스스키노 지역을 남으로는 미나미 4, 북으로는 미나미 6의 도로 사이, 동서로 니시 2초메에서 니시 6초메 사이에 있는 지역으로 정의한다.